# Alakzat (geometria)
Az alakzat (ponthalmaz, mértani hely) a geometriában a ponthalmazok egy másik megnevezése: olyan halmaz, amelynek az elemei pontok. Pl. egyenes, szakasz, kör, ellipszis, sokszög, sík, a háromdimenziós, szokásos értelemben vett euklideszi tér, gömb stb. Tágabb értelemben, alakzatoknak nevezhetünk más halmazokat, pl. egyenesek halmazait is. Ebben az értelemben alakzatot alkotnak pl. a síknak azok az egyenesei, amelyek átmennek a sík egy adott pontján, és ezt megkülönböztetjük a síktól mint ponthalmaztól.

## Szinonimák
Az alakzat szó használata leginkább a tradicionális szintetikus geometriában fordul elő. Vannak ezzel hasonjelentésű, de árnyalatilag mégis különböző kifejezések:
1. Idom: Az alakzat szó görög eredetű, tradicionálisabb megfelelője a régebbi matematikai szaknyelvben. Stílusélénkítésre és régebbi keletű szakszavakban (pl. „síkidom”) még ma is használatos.
2. A ponthalmaz szó a leggyakoribb és legközelebbi helyettesítője az alakzat fogalmának. Azonban annál valójában általánosabb: a véges geometriákban például beszélhetünk ponthalmazokról, de ezeket alakzatnak nevezni nem minden esetben szokványos - bár e tudományágakban is definiálhatóak egyenesek, síkok és más hasonló alakzatok, de pl. egy két pontból álló halmazt alakzatnak nevezni elég szokatlan. A geometria tradicionálisabb ágaiban azonban mára olyan helyzet alakult ki, hogy megszorítás nélkül felcserélhető a két fogalom.
3. A mértani hely régies (de manapság is használt) kifejezés, amelyet leginkább akkor használunk, ha egy ponthalmazt a pontok közös, definiáló jellegű tulajdonságával akarunk jellemezni. Más esetekben használni viszont szintén erőltetettnek hat: pl. egy háromszöglemezt nem igazán szokás mértani helynek nevezni.

Például a következő mondat:
Azon pontok mértani helye a síkban, amelyek az O ponttól r távolságra vannak, egy O középpontú, r sugarú kör.
ekvivalens ezzel a mondattal:
Azon pontok halmaza a síkban, amelyek az O ponttól r távolságra vannak, egy O középpontú, r sugarú kör.
Ez az állítás tehát két dolgot fejez ki:
- a mondott kör mindegyik pontja rendelkezik a fent említett tulajdonsággal;
- ezen a körön kívül nincs a síknak olyan pontja, amely bírna ezzel a tulajdonsággal.

## Fontosabb alakzatok

### Alapelemek
A „legegyszerűbb” alakzatok a teret felépítő alapelemek: a pont, az egyenes, a sík, a tér, magasabb dimenziókat is figyelembe véve, a hipersíkok.

### Síkidomok és testek
Az elemi geometriában megkerülhetetlen szerepet töltenek be a síkidomok, mint nagyon speciális síkbeli alakzatok; valamint ezek térbeli megfelelői, a mértani testek. A sokszögek mint speciális síkidomok, szintén régóta tanulmányozott alakzatok.

### Analitikus- és differenciálgeometriai objektumok
Ide tartoznak a görbék és felületek.

### Nevezetes mértani helyek
Nevezetesebb vagy gyakorta hivatkozott mértani helyek a kör, a gömb, két egyenes középpárhuzamosa, a szakaszfelező merőlegesek, a szögfelezők, az ellipszis. a parabola, a hiperbola stb.